# Скарга (фільм)
Скарга — радянський художній фільм 1986 року, знятий на Одеській кіностудії.

## Сюжет
Під час складної операції в одній з провідних клінік гине пацієнт Яковенко. Його родичі подають скаргу в прокуратуру. Помічник прокурора Клівцова, розслідуючи справу, переконується в тому, що лікаря, завідувачого кафедрою хірургії Марчука, якого звинувачують у високому відсотку смертності, необхідно захищати, тому що він — талановитий торакальний хірург, а високий відсоток смертності після його операцій пояснюється тим, що він лікує самих безнадійних хворих, використовуючи кожен шанс в боротьбі за їхнє життя. Однак його колег, які уникають роботу з важкими хворими, буде непросто звинуватити в профнепридатності…

## У ролях
- Юозас Кіселюс — Марчук Євген Дмитрович, лікар-хірург, завідувач кафедри медінституту (озвучив Тимофій Співак)
- Марина Старих — Клівцова Маргарита Георгіївна, помічник обласного прокурора
- Ірина Мірошниченко — Долиніна Світлана Сергіївна, журналістка, 35 років
- Ольга Кузнецова — Віра, гімнастка
- Юрій Шликов — Фомічов Лев Володимирович, начмед клініки
- Микола Гринько — обласний прокурор
- Анатолій Барчук — Барський Михайло Лукич, головний хірург області
- Еммануїл Віторган — Юрій Смирнов, журналіст, головний редактор, старий друг Марчука
- Галина Дашевська — Анна Дмитрівна, мати Лідочки
- Олександр Денисенко — Олександр Куреневич, молодий хірург
- Галина Довгозвяга — Ольга Трохимівна, старша медсестра
- Леонардас Зельчюс — патологоанатом
- Ельвіра Хомюк — епізод
- Іван Мацкевич — епізод
- Людмила Мацкевич — епізод
- Олексій Булдаков — епізод
- Лариса Дмитрієва — Іра
- Люда Дмитрієва — Люда, хвора дівчинка
- Лариса Коршунова

## Знімальна група
- Режисер-постановник — Тимур Золоєв
- Автор сценарію та віршів пісні — Григорій Глазов
- Оператор-постановник — Віктор Крутін
- Художник-постановник — Леонід Розсоха
- Композитор — Едуард Артем'єв
- Режисер — Валентина Судзиловська
- Оператори — Олександр Чубаров, Валерій Махньов
- Звукооператор — Юхим Турецький
- Монтажер — Л. Мальцева
- Художник по костюмах — Неллі Мельничук
- Художник-гример — Людмила Друмирецька
- Художник-фотограф — В. Афанасопуло
- Художник-декоратор — К. Плутенко
- Редактор — Неллі Некрасова
- Музичний редактор — Олена Вітухіна
- Директор картини — Михайло Бялий